# 写真工業出版社
株式会社写真工業出版社（しゃしんこうぎょうしゅっぱんしゃ）は、写真と映像に関する雑誌、書籍を発行する出版社。近年はプロ、専門技術者を対象とした出版物が多い。
定期刊行物は月刊誌「写真工業」（1952年（昭和27年）に創刊、2008年（平成20年）12月号で休刊）と月刊誌「ビデオα」が広く知られているが、前身の光画荘時代に発行していた「光画月刊」、それを改題した「月刊カメラ」（アルスの発行していた同名雑誌とは異なる）といったアマチュアむけの雑誌も発行していた。
初代社長であった北野邦雄は「写真工業」の主宰でもあり、それ以前は主にアルスの出版物に執筆していた。ヤシカ、コパルの役員を務めたこともある業界の重鎮であったが、元々はドイツ語の教師であった。